# Pierre-Romain Thionnet
Pierre-Romain Thionnet (ur. 19 stycznia 1994 w Pontarlier) – francuski polityk i samorządowiec, poseł do Parlamentu Europejskiego X kadencji.

## Życiorys
Kształcił się na Université Panthéon-Sorbonne, studiował historię wojskowości. Działał w skrajnie prawicowej organizacji studenckiej Cocarde étudiante, pełnił funkcję jej sekretarza generalnego. Zaangażował się w działalność polityczną w ramach Zjednoczenia Narodowego. Był asystentem parlamentarnym Jordana Bardelli, w 2022 powołano go na dyrektora partyjnej młodzieżówki. W 2023 zasiadł w radzie regionu Île-de-France.
W wyborach w 2024 uzyskał mandat deputowanego do Europarlamentu X kadencji.